# Pesem
Pesem (njemački: Badersdorf, mađarski: Pöszöny) je naselje u kotaru Borta u Gradišću, Austrija. 